# القسيمي (الملاجم)

تعديل مصدري - تعديل

القسيمي هي إحدى قرى عزلة ال منصور الملاجم بمديرية الملاجم التابعة لمحافظة البيضاء، بلغ تعداد سكانها 657 نسمة حسب تعداد اليمن لعام 2004.